# Architektura gotycka w Europie Środkowej

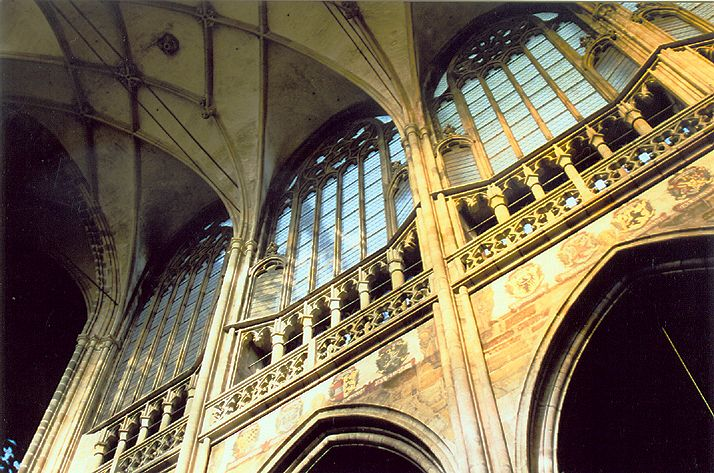
Sklepienie sieciowe w prezbiterium katedry św. Wita

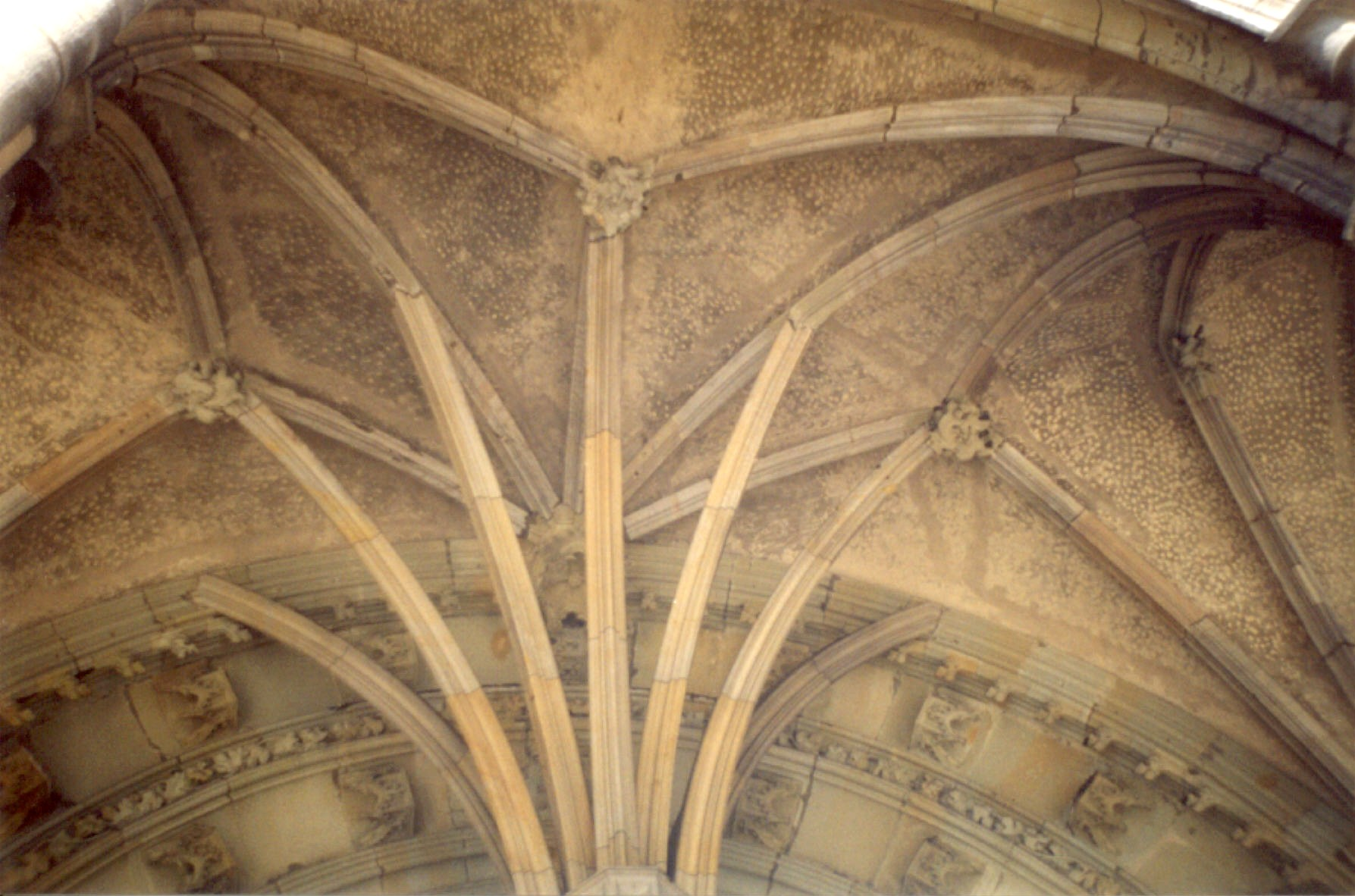
Sklepienie w kruchcie z "oderwanymi żebrami" – Złota Brama

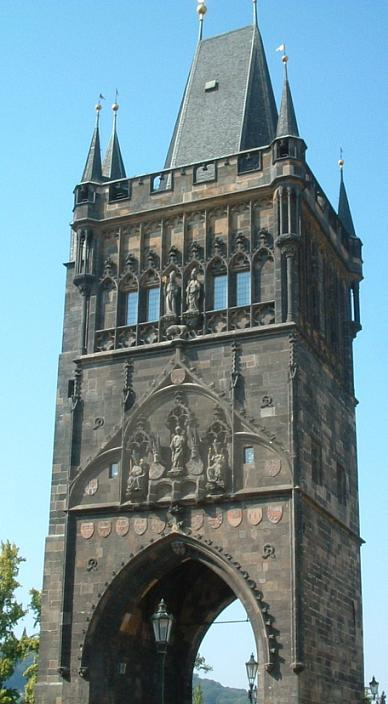
Most Karola – Wieża Staromiejska

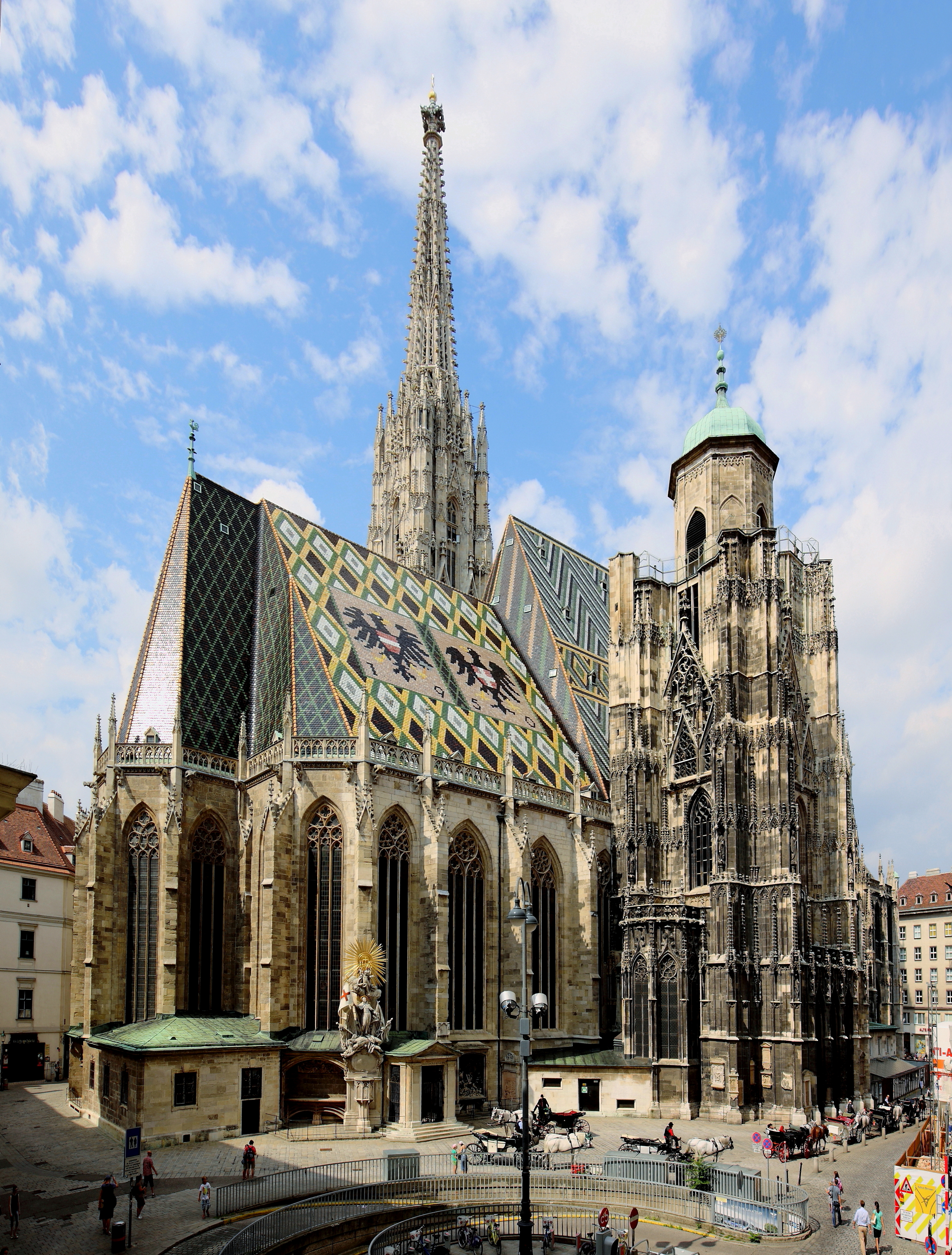
Katedra św. Szczepana

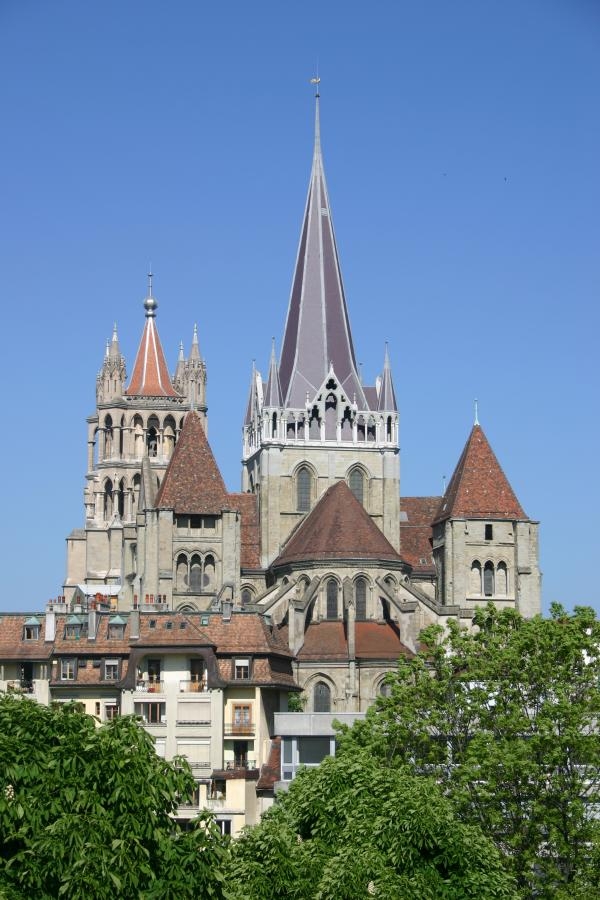
Katedra w Lozannie

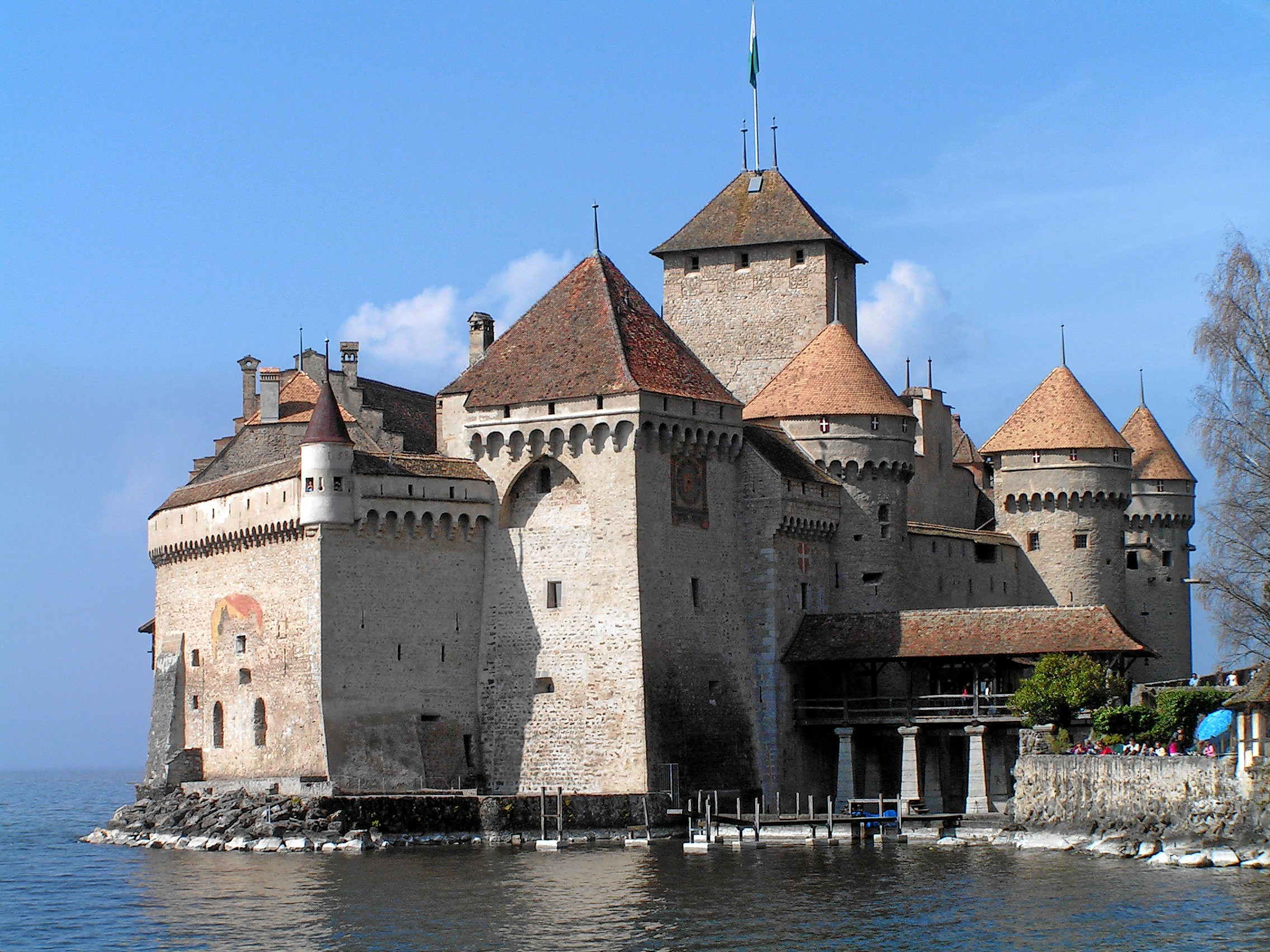
Zamek Chillon

Architektura gotycka na tereny Europy Środkowej docierała z obszaru Francji, Niemiec a także Włoch. Pierwsze formy gotyku przyniosły ze sobą klasztory, nie sposób jednak nie doceniać wielkiej roli, jaką odegrali panujący w poszczególnych krajach.

## Czechy
Pierwsze kościoły wzorowane na gotyku francuskim powstały w Czechach w XIII wieku i były to:
- kościółek św. Salwadora zakonu klarysek w Pradze
- zabudowania klasztorów cysterskich w miejscowościach Zlatá Koruna, Vyšší Brod

Jednak największe osiągnięcia architektury gotyckiej zapoczątkował rozkwit kraju pod panowaniem Luksemburgów w XIV wieku. W 1344 r. rozpoczęto budowę katedry św. Wita na Hradczanach. Pierwszym jej budowniczym i autorem projektu był Mateusz z Arras. Po jego śmierci dzieło kontynuował Piotr Parler, który w latach 1370 – 1385 ukończył prezbiterium, nakrywając je sklepieniem sieciowym. W okresie średniowiecza ukończono jeszcze tylko część transeptu, kaplicę św. Wacława i Złotą Bramę. Tu także można zaobserwować nowatorskie rozwiązania Piotra Parlera. Niektóre z żeber sklepienia zostały "oderwane" od podniebienia, dodatkowo obciążone ozdobnymi arkadkami albo skierowanymi w dół zwornikami. Pracę Parlera przerwały w 1419 wojny husyckie.
Inne znane zabytki gotyckie związane z mecenatem Karola IV to:
- kamienny Most Karola łączący brzegi Wełtawy, na jego krańcach zbudowano wieże obronne. Wieżę od strony Starego Miasta zbudował pod koniec XIV wieku Piotr Paler. Od strony Małej Strany (Malá Strana) znajdują się dwie wieże: niższa romańska, pozostałość po wcześniejszym moście św. Judyty oraz wyższa, gotycka, którą zbudował w 1464 na wzór staromiejskiej Matyáš Rejsek.
- zamek Karlštejn z kaplicą Świętego Krzyża (kaple sv. Kříže) znajdującą się w Wielkiej Wieży z bogatym, trochę przypominającym bizantyńskie, wystrojem wnętrza (zdobi je ok. 2200 szlifowanych kamieni oraz ok. 100 obrazów tablicowych Mistrza Teodoryka, nadwornego malarza Karola IV).
- kościół św. Jakuba w Kutnej Horze z 1330 r.

Po zniszczeniach spowodowanych wojnami husyckimi, kolejny okres świetności w architekturze nastąpił pod panowaniem Władysława Jagiellończyka. Okres późnogotycki pozostawił po sobie wiele wspaniałych sklepień o efektownych, krzywoliniowych żebrach oraz głęboko załamanych wysklepkach. Z pierwszej połowy XVI wieku zachowały się:
- w zamku na Hradczanach:
  - Sala Władysławowska ze sklepieniem zaprojektowanym przez Benedykta Rejta
  - Schody Jeździeckie
- w Kutnej Horze – katedra św. Barbary, budowana od 1388 według projektu Parlera, przekryta sklepieniami o fantazyjnie przeplecionych żebrach, zaprojektowanymi przez Benedykta Rejta. Nad nimi umieszczono dachy o nieco wklęsłych połaciach, nadający świątyni niespotykany charakter (prace budowlane zostały przerwane w 1421 przez wojny husyckie, budowę ukończono dopiero w XIX wieku).
- w Bechynĕ – kościół franciszkanów z wspaniałymi sklepieniami kryształowymi

## Austria
Do sąsiadującej z Czechami Austrii gotyk docierał wraz z zakonami dominikańskimi, franciszkańskimi i cysterskimi. Najważniejszym zabytkiem jest jednak wiedeńska katedra św. Szczepana, zbudowana na miejscu starszej, romańskiej świątyni. W 1304 rozpoczęto budowę gotyckiego prezbiterium, a w 1359, na polecenie księcia Rudolfa IV, rozpoczęto przebudowę korpusu, budując trójnawowy, halowy kościół, przykryty charakterystycznym dachem z glazurowanych płytek. W bryłę kościoła włączono romańskie Wieże Pogan, zamykające fasadę zachodnią oraz Bramę Olbrzyma – portal po stronie północnej. W romańskich wieżach znajdują się dwie gotyckie kaplice z rozetami ozdobionymi delikatnymi maswerkami. Nawy kościoła przechodzą w prezbiterium, a zamykają je zbudowane na planie połowy ośmioboków absydy. Na wysokości ostatniego, poprzedzającego prezbiterium, przęsła naw, umieszczono dwie wieże. Ukończona została w 1433 tylko wieża południowa, jej wysoka (137,0 m) sylwetka jest charakterystycznym elementem panoramy miasta. Budowę wieży północnej przerwano w 1511, a w 1578 zwieńczono ją renesansową kopułą. We wnętrzu kościoła zachowała się gotycka ambona z 1515 r., dzieło Antona Pilgrama.

## Węgry
Początki architektury gotyckiej na Węgrzech miały miejsce już u schyłku XII wieku w królewskim pałacu w Ostrzyhomiu. Dzięki bezpośrednim kontaktom z Francją, recepcja gotyku na Węgrzech wyprzedzała rozwój architektury niemieckiej. Rozkwit gotyku związany był z odbudową państwa zniszczonego najazdem mongolskim w latach 1241 – 1242. Pod rządami króla Beli IV przebudowano w XIII wieku w stylu gotyckim zamki w Budzie i Wyszehradzie. Z tego okresu pochodzą kościoły w Sopronie – św. Ducha z XIII w. oraz franciszkański z XIII – XV w., a także w Segedynie (Szeged) – franciszkański z XV w., Nyírbátor. Pod panowaniem Beli IV znajdowały się także:
- ziemie Siedmiogrodu (Rumunia), gdzie zbudowano zamki i około 300 obronnych kościołów (np. w Prejmer, Biertan). W Sybin (Sibiu) powstał bazylikowy kościół oraz ratusz (Stary Ratusz). Zachowały się także kościoły w Braszowie (Czarny Kościół) oraz w Sebeș.
- dzisiejsza Słowacja ze zbudowanym w Koszycach kościołem św. Elżbiety
- oraz Chorwacja z zachowanym portalem kościoła św. Marka w Zagrzebiu oraz kościołem św. Tomy w Zadarze.

Bitwa pod Mohaczem zakończona zwycięstwem wojsk tureckich kładzie w 1526 r. kres trwania gotyku na ziemiach węgierskich. Większość zabytków z tego okresu została zniszczona lub przebudowana podczas panowania tureckiego.

## Litwa i Białoruś
Architektura gotycka trafiła od zachodu na teren Wielkiego Księstwa Litewskiego (które obejmowało tereny dzisiejszej Litwy i Białorusi) pod koniec XIV wieku lub dopiero w wieku XV i były to pierwsze murowane budynki w tym kraju, ponieważ z racji późnego wejścia w krąg architektury zachodnioeuropejskiej nie powstały w nim budynki w stylu romańskim. Pierwsze budowle gotyckie miały charakter militarny i były odpowiedzią na ekspansję Zakonu Krzyżackiego. Pierwsze litewskie zamki to takie obiekty jak zamek w Kownie, Zamek Górny w Wilnie, zamek w Nowogródku, zamek w Krewie, zamek w Miednikach, zamek w Lidzie, Stary Zamek w Grodnie, zamek w Trokach (zrekonstruowany). Inwestycje prywatne o charakterze świeckim to kamienice np. Dom Perkuna w Kownie i kilka kamienic w Wilnie. Ważnym obiektem architektury powstałej na Litwie jest kościół św. Anny w Wilnie, natomiast czas powstania katedry w Wilnie jest nadal zagadnieniem kontrowersyjnym. Inne obiekty sakralne to np. kościół Bernardynów w Wilnie, katedra w Kownie, kościół Franciszkanów w Wilnie, kościół św. Mikołaja w Wilnie, kościół św. Gertrudy w Kownie. W stylu gotyckim budowano także cerkwie, np. cerkiew Zmartwychwstania Pańskiego w Wilnie, Cerkiew Narodzenia Matki Bożej w Murowance, cerkiew św. Michała Archanioła w Synkowiczach i obiekty o wyraźnych cechach wschodnich jak np. sobór Przeczystej Bogurodzicy w Wilnie.
Na terenie Białorusi architektura gotycka pojawiła się wcześniej niż na terenie dzisiejszej Litwy, czego przykładem może być nieistniejąca dzisiaj cerkiew w Połocku, o pochodzących z południa cechach architektury bizantyjskiej.
Architektura gotycka była stosowana na Litwie bardzo długo, czego przykładem jest np. kościół w Sapieżyszkach z XVI wieku i zamek w Mirze.

## Szwajcaria
Do Szwajcarii gotyk przynieśli cystersi. Katedry budowane pod koniec XII wieku wzorowano na architekturze północnej Francji. Zbudowana w latach 1180 – 1232 katedra w Lozannie swoją bryłą przypomina wczesnogotyckie katedry w Laon i kościoły burgundzkie. W XIII – XVI wieku rozbudowano katedry w Bazylei, Genewie i Zurychu. Niejednorodne stylistycznie budowle mają cechy od romańskich do późnogotyckich. Wiele kościołów, budowanych "na raty" nawet przez ponad 100 lat, prezentuje zachodzące w tym czasie zmiany w stylu (np. kościół św. Franciszka w Lozannie z lat 1270-1387 z wieżą z 1400 roku). W większych miastach budowano okazałe ratusze (np. w Bazylei) i inne budowle użyteczności publicznej. Najważniejszym i najbardziej znanym zabytkiem budownictwa obronnego jest zamek Chillon, zbudowany w XIII wieku przez hrabiów Sabaudii na skalistej wysepce przy brzegu Jeziora Genewskiego (obecnie w rejonie Montreux). Warto wspomnieć również zamek w Vufflens niedaleko Morges z początku XV wieku z ogromnym, wysokim na 60 m kwadratowym donżonem i ceglanej architekturze nawiązującej do tradycji piemonckich oraz zamek z XIII-XV wieku w Rolle o oryginalnym założeniu na planie trójkąta – oba budowane przez członków dynastii sabaudzkiej.

## Literatura
- Sztuka Świata – t. 4, Praca zbiorowa, Wydawnictwo Arkady, 1990 r.
- Historia architektury dla wszystkich – Tadeusz Broniewski, Wydawnictwo Ossolineum, 1990 r.
- David Watkin, Historia architektury zachodniej, Wydawnictwo Arkady 2006 r. ISBN 83-213-4178-0

Zobacz też: style architektoniczne, historia sztuki